# Deep South
A Deep South egy kulturális és földrajzi régió az Amerikai Egyesült Államok déli részén. Eredetileg azon államok tartoztak az elnevezés alá, amelyek gazdasága függött a rabszolgaságtól és ültetvényektől. A polgárháború után gazdaságilag szenvedett a régió és magas volt a rasszok közötti feszültség. A polgárjogi mozgalomnak köszönhetően az 1950-es és 1960-as években elérkezett egy újabb éra a terület történetében, mikor megkapta az Új Dél elnevezést. 1945 előtt az államokat gyakran Gyapot Államok néven emlegették.

## Definíciók

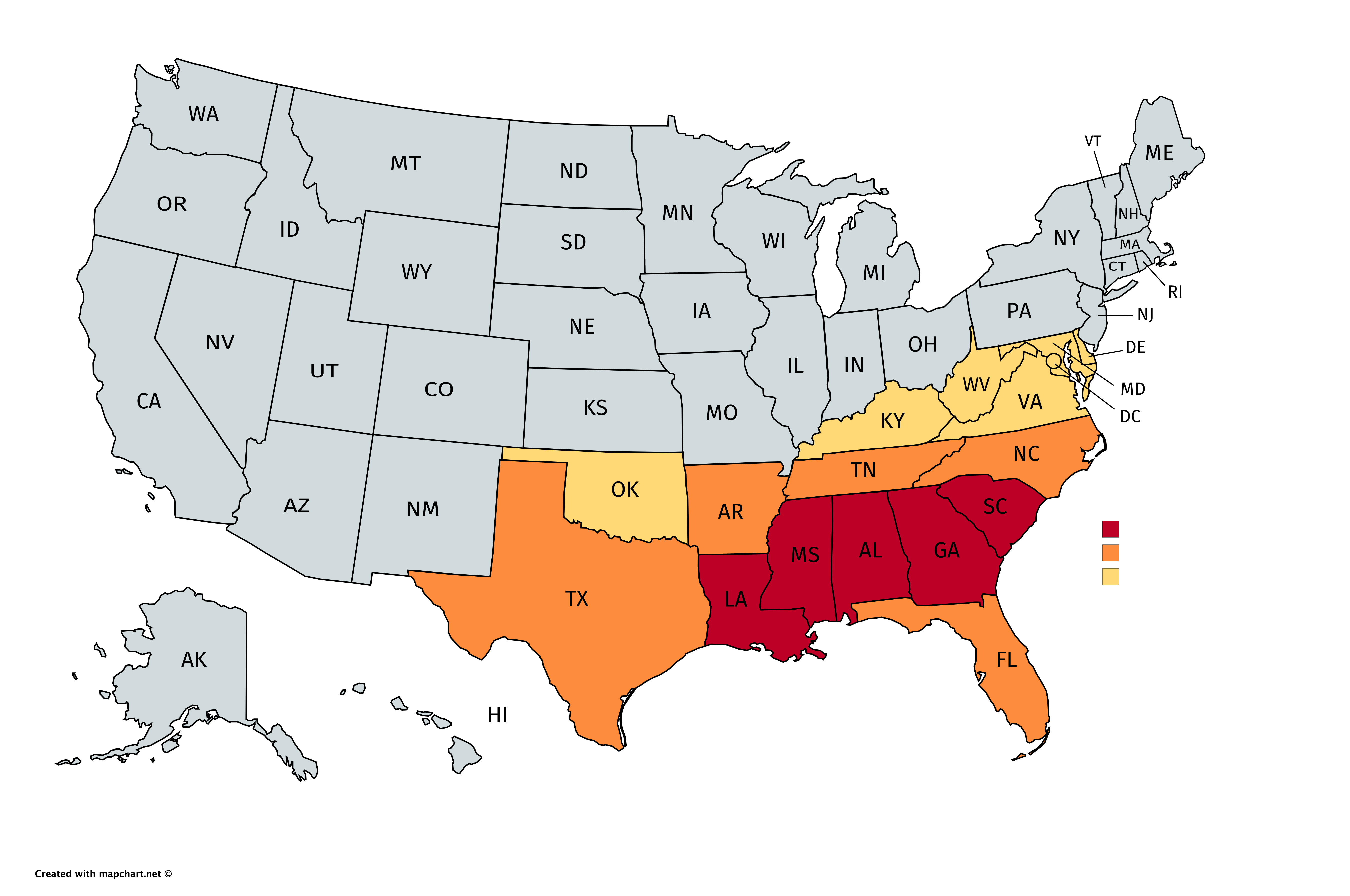
Az Egyesült Államok déli részének térképe. Vörössel kiemelve azon államok vannak, amelyek a Deep South régióba tartoznak. A más színekkel kiemelt államok esetenként vagy nagyon ritkán szintén helyet kapnak a listán.

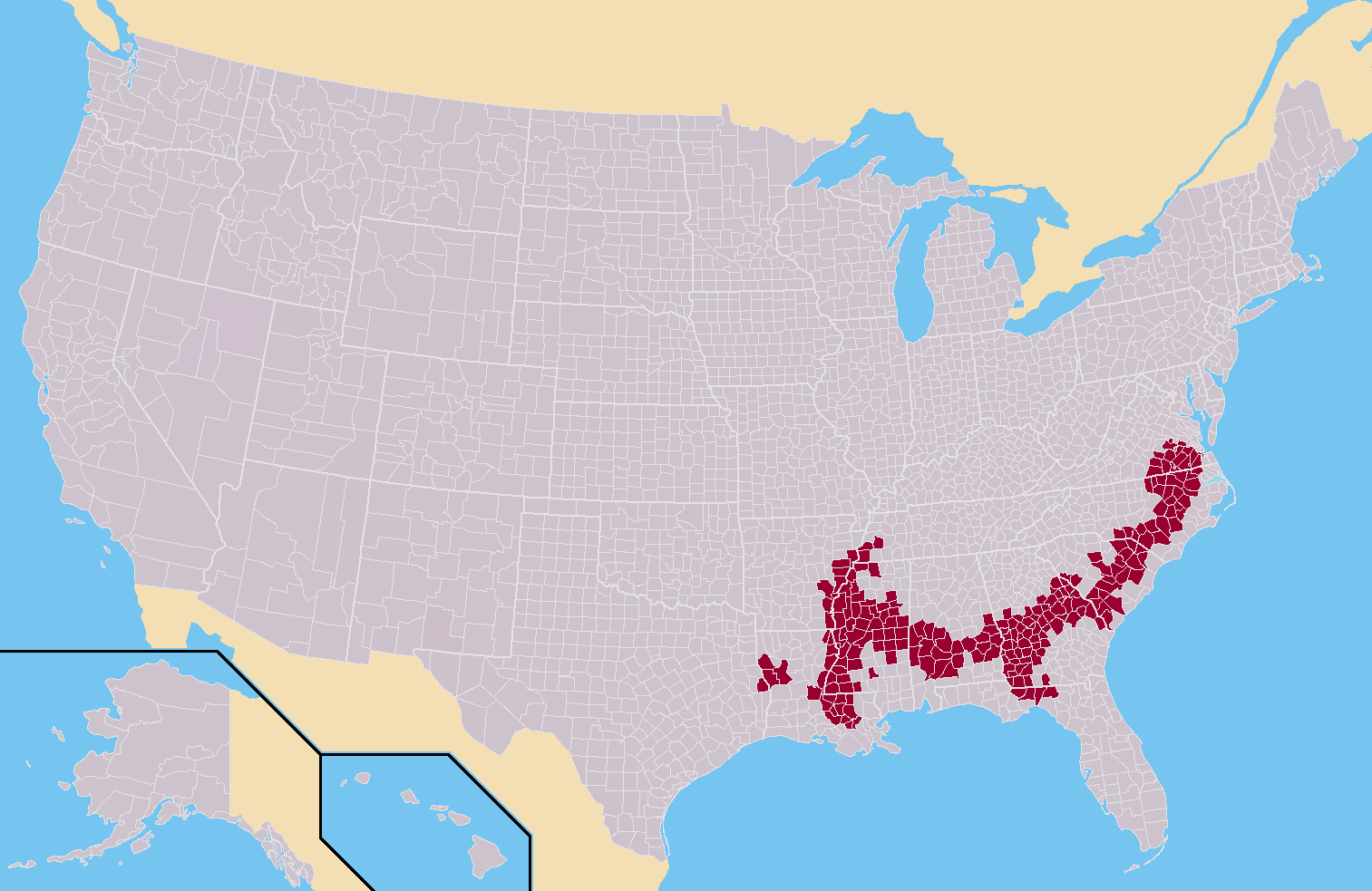
A fekete-öv elnevezésű terület, ahol a lakosság legalább 40%-a afroamerikai

A Deep South kifejezés a következő különböző definíciókkal rendelkezik:
- A legtöbb definíció a következő államokat tartalmazza: Louisiana, Mississippi, Alabama, Georgia és Dél-Karolina.[3]
- Texas és Florida néha részese az államoknak,[4] főként azért, mert van tengerpartjuk a Mexikói-öbölben, a történelmük (Konföderációs tagságuk), kapcsolatuk a rabszolgasághoz és magas afroamerikai lakosságuk miatt. Texas keleti része a Deep South legnyugatibb része, míg Észak-Florida szintén része a régiónak, általában az Ocalától északi területet tekintik a tagjának.[3]
- Tennessee, főként annak nyugati része esetekben helyet kap az államok listáján, hiszen a rabszolgaság itt is fontos szerepet játszott és gyapottermelő államnak számított,[5] kultúrája Mississippihez hasonló.[6]
- Arkansas néha helyet kap,[4][7] és általában a régi perifériájának (a Rim South-nak) részének tekintik.[8]
- A hét állam, amely elszakadt az Egyesült Államoktól a polgárháború előtt és megalapította az Amerikai Konföderációs Államokat. Ezek az államok Dél-Karolina, Mississippi, Florida, Alabama, Georgia, Louisiana és Texas. Az első hat állam voltak azok, ahol a rabszolgatartás a legmagasabb százalékban történt. A Konföderáció végül tizenegy állammal rendelkezett.
- Az eredeti Gyapot-öv nagy része néha helyet kap a Deep South definíciójában. Ez az öv Észak-Karolinától Gerogiáig húzódott, a öbölparti államokon át, egészen Kelet-Texas-ig, Tennessee-t és Arkansas-t is beleértve.[9]

## Elnevezés eredete
Ugyan történelmi szempontból a Deep South elnevezést általában azokra az államokra használják, amelyek megalapították a Amerikai Konföderációs Államokat, a kifejezést nem kezdték el használni sokkal a polgárháború utáni időszakig. A 19. században még a Lower (alsó) South elnevezés volt használatban a régióra. A 20. század közepén terjedt el a Deep South kifejezés, ekkor Dél-Karolina, Georgia, Alabama déli része, Florida északi része, Mississippi, Louisiana északi része, Tennessee nyugati része, Arkansas déli része és Texas keleti része tartozott a definíció alá, főként rabszolgatartó és gyapottermelő történelmük miatt.

## Legnagyobb települések
| # | Város       | Állam        | Város (2019) | MSA (2019) | CSA (2019) |
| - | ----------- | ------------ | ------------ | ---------- | ---------- |
| 1 | Atlanta     | Georgia      | 488,800      | 6,020,364  | 6,853,392  |
| 2 | Memphis     | Tennessee    | 651,932      | 1,344,910  | 1,360,869  |
| 3 | New Orleans | Louisiana    | 390,845      | 1,270,530  | 1,507,017  |
| 4 | Birmingham  | Alabama      | 212,297      | 1,090,435  | 1,317,702  |
| 5 | Greenville  | Dél-Karolina | 67,737       | 920,477    | 1,475,235  |
| 6 | Columbia    | Dél-Karolina | 133,273      | 838,433    | 963,048    |
| 7 | Charleston  | Dél-Karolina | 135,257      | 802,122    | ––         |
| 8 | Augusta     | Georgia      | 197,191      | 608,980    | ––         |
| 9 | Jackson     | Mississippi  | 166,383      | 594,806    | 674,340    |

## Lakossága

A 2000-es népszámlálás alapján készült származási térkép. Az afroamerikai felmenőkkel rendelkező területek lilával vannak kiemelve

Az 1980-as népszámláláson azok az emberek, akik csak egy európai felmenői csoportot választották, Louisiana kivételében minden déli államban többségben angolnak nevezték magukat. Louisiana esetében ez francia volt. Ezek mellett még nagy csoportokban vannak ír és skót felmenőkkel rendelkezők.
Az 1980-as népszámlálás alapján a következő volt az eloszlás (olyan emberek, akik csak egy csoportba nevezték meg magukat. Azok nincsenek beleszámítva, akik az angol vagy a francia mellett másik csoportot is megjelöltek):
- Alabama – A 2165653 emberből 857864 (41%) angolnak nevezte magát.
- Georgia – A 3009486 emberből 1132184 (37.62%) angolnak nevezte magát.
- Mississippi – Az 1551364 emberből 496481 (32%) angolnak nevezte magát.
- Florida – Az 5159967 emberből 1132033 (21.94%) angolnak nevezte magát.
- Louisiana – A 2319259 emberből 440558 (19%) angolnak nevezte magát, míg 480711 (20.73%) franciának.
- Dél-Karolina – Az 1706966 emberből 578338 (33.88%) angolnak nevezte magát.
- Texas – A 7859393 emberből 1639322 (20.86%) angolnak nevezte magát.